# Arme à air comprimé
 (octobre 2012).
Si vous disposez d'ouvrages ou d'articles de référence ou si vous connaissez des sites web de qualité traitant du thème abordé ici, merci de compléter l'article en donnant les références utiles à sa vérifiabilité et en les liant à la section « Notes et références ».

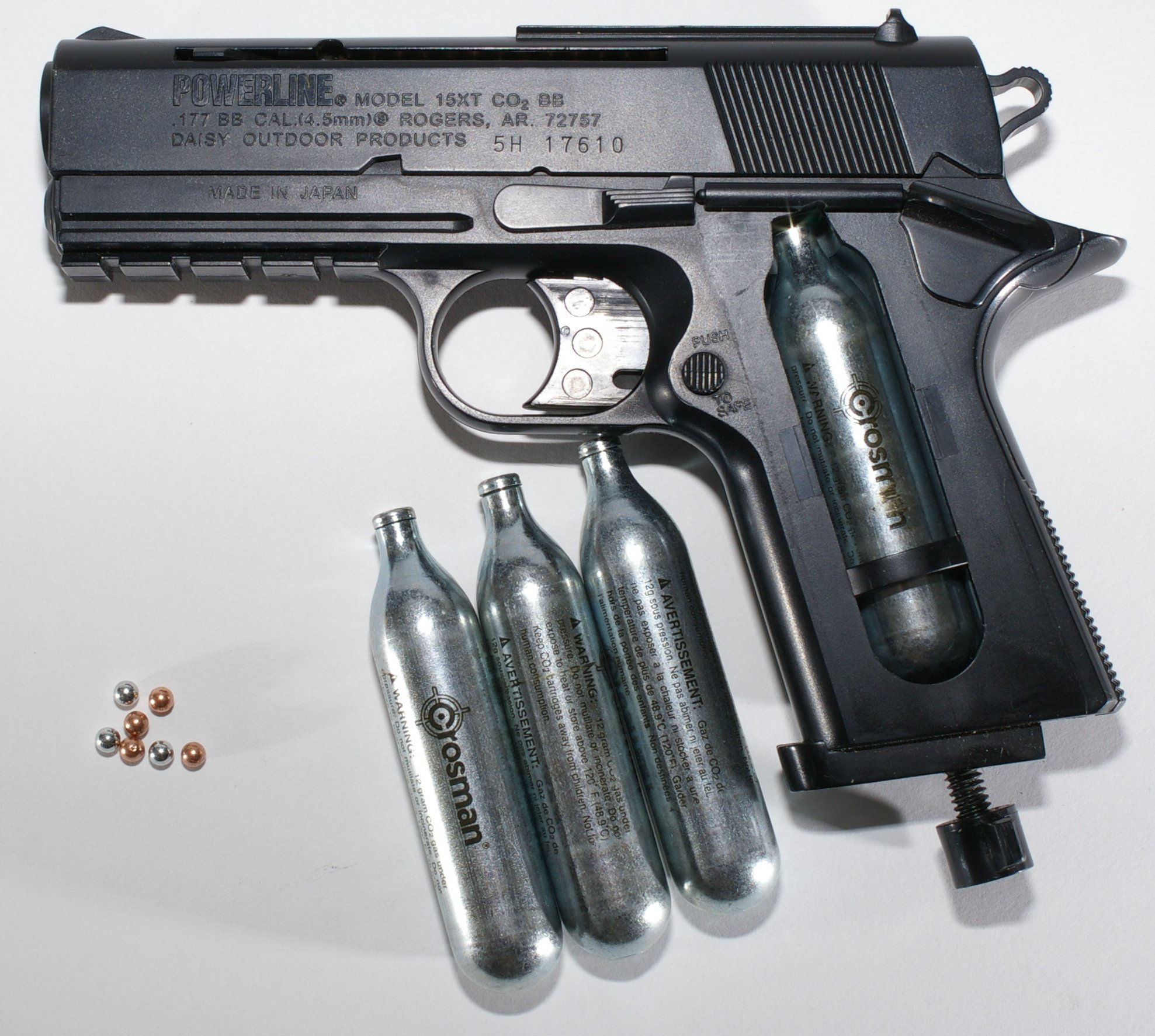
Pistolet avec des cartouches au.

Schéma de fonctionnement d'un pistolet à air comprimé tirant des projectiles en plastique « BB » à répétition avec moteur électrique.

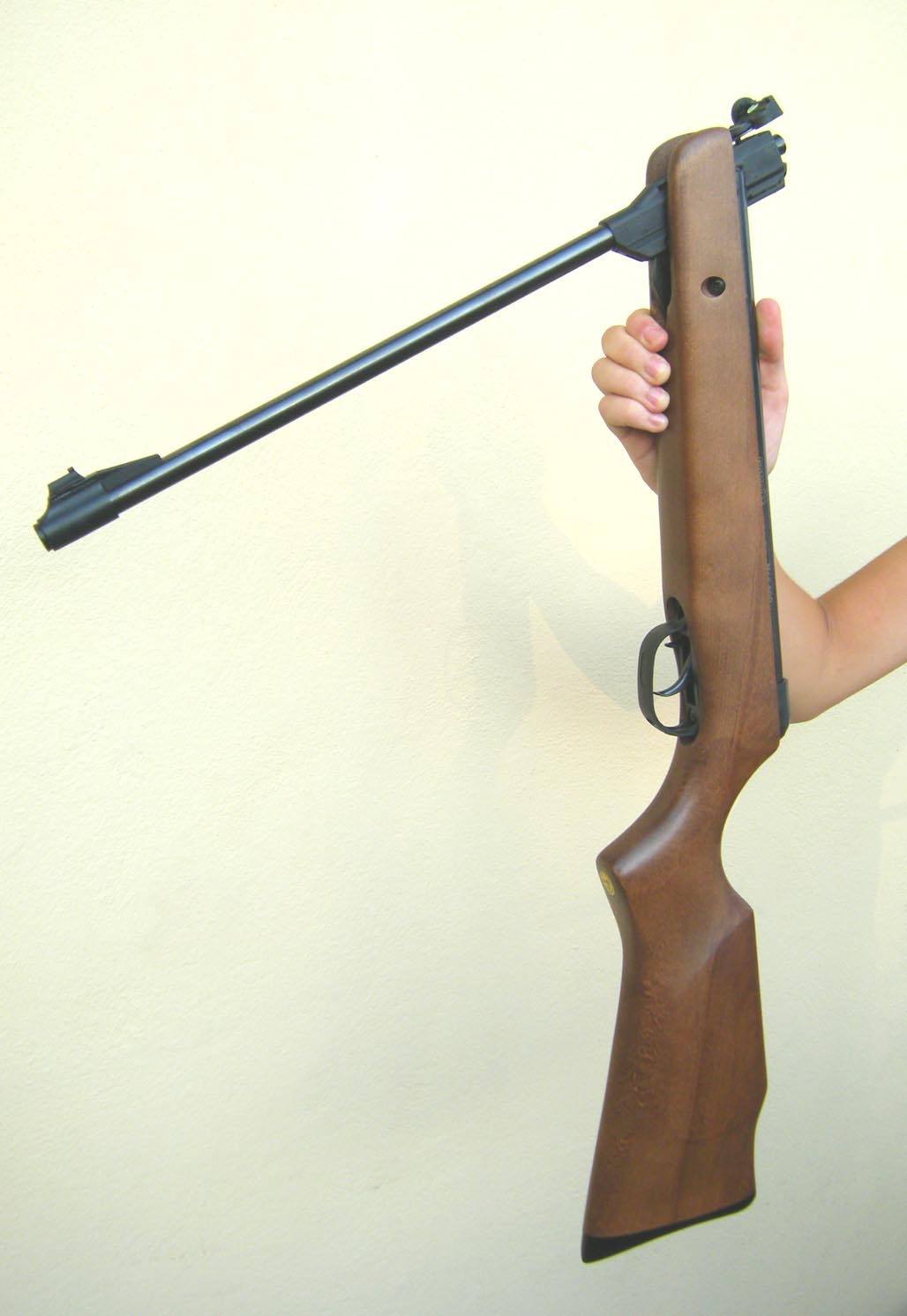
Carabine Gamo à air comprimé, ouverte.

Les armes à air comprimé regroupent toutes les armes à canon court (pistolets et revolvers) ou long (carabines et fusils) utilisant la détente d'un gaz afin de propulser un projectile. Elles sont un type de système pneumatique.

## Principe
Le terme « arme à air comprimé » est abusivement utilisé pour nommer les armes utilisant la détente d'un gaz comprimé avant le tir, sans combustion au moment du tir, indépendamment de la nature réelle du gaz. Ainsi on trouve en général deux possibilités pour le gaz propulseur :
- soit du dioxyde de carbone (CO2) ;
- soit de l'air : mélange de dioxygène O2 (21 % environ), de diazote N2 (78 % environ) et autres gaz (1 %).

Selon le gaz utilisé et le mécanisme de l'arme, plusieurs variantes sont alors possibles. On distingue donc les armes dite à ressort (piston), à air comprimé, à CO2 comprimé, etc.
Certaines de ces armes sont utilisées pour le tir sportif, pratiqué à 10 m sur cible papier, ou plus, sur silhouette métalliques.
La plupart des armes à air comprimé utilisent des projectiles métalliques comme munition. Celles qui utilisent uniquement des projectiles en plastique et développent en sortie de bouche une énergie inférieure ou égale à deux joules sont appelées en France « répliques d'armes airsoft » et ne sont pas classées au sens du décret de 1939 sur l'armement.

## Armes à ressort (piston)
C'est le système le plus répandu, le moins onéreux et, surtout, le moins fragile. Un piston monté en arrière du canon est couplé à un ressort dont la force détermine la puissance de l'arme. Un levier, parfois astucieusement remplacé par le canon lui-même, permet de comprimer le ressort et de reculer le piston : cette opération est appelée « armement de l'arme ».
Une pression sur la queue de détente libère le piston qui vient alors expulser l'air ainsi comprimé dans la chambre où le projectile a été placé.
En fait, on observe une compression puis une détente de l'air et non pas une expulsion directe :
- lorsque le piston est libéré, le projectile nécessitant une mise en pression importante de l'air pour commencer sa progression dans le canon, le gaz monte en pression à mesure que le ressort se relâche ;
- lorsque la pression atteint un niveau suffisant pour vaincre la résistance du projectile dans la chambre (frottements et déformation partielle), le gaz subit une détente au fur et à mesure que le projectile progresse dans le canon, jusqu'à sa sortie.

Les armes disposant d'un canon fixe et d'un levier supplémentaire pour l'armement sont réputées pour leur plus grande précision en comparaison avec celles utilisant le canon pour comprimer le ressort. En effet la présence d'un canon fixe limite les déplacements possibles de ce dernier lors du tir.
Les calibres les plus populaires sont le calibre .177 (4,5 mm) et le calibre .22 (5,5 mm).
La vélocité de ces armes peut varier entre 100 et 457 m/s.

## Armes à air comprimé
Ces armes ne disposent pas de ressort pour déplacer le piston mais comportent une chambre de compression placée en amont de la chambre contenant le projectile (comme les pistolet air guns par exemple)

### Premières armes à air
Les premiers fusils à air comprimé, appelés fusil à vent, sont apparus au début du XVIIe siècle et n'ont cessé de se perfectionner au cours des siècles. Munis d'une sorte de ballon métallique servant de réservoir, ils nécessitaient l'action répétée d'un levier de pompe pour monter à 3 bar de pression en 1835; plus tard à des pressions supérieures. Il s'agit donc d'armes à air comprimé. Leur seule utilisation militaire connue date de la fin du XVIIIe siècle, en Autriche.
Les armes fonctionnant à la vapeur firent leur apparition au milieu du XVIIIe siècle mais le matériel nécessaire à la production de vapeur étant très encombrant, on ne put considérer l'invention comme un succès.
Le projectile utilisé était alors relativement lourd car d'un calibre important, de l'ordre de quelques centimètres.

### Versions à levier d'armement
Dans cette version, le levier d'armement sert alors à comprimer l'air dans la chambre de compression par action directe sur le piston. L'appui sur la queue de détente vient libérer une soupape qui laisse alors le gaz se détendre dans la chambre et propulser le projectile.

### Versions à cartouche
Dans cette version, aucun levier d'armement n'est utilisé. Une cartouche métallique rechargeable, logée sous le canon de l'arme, contient l'air comprimé nécessaire. Le rechargement de cette cartouche est obtenu à l'aide d'un compresseur classique ou d'une pompe manuelle. L'air à température ambiante ne peut pas être rendu liquide aux pressions acceptables pour les cartouches, c'est donc bien sous forme gazeuse qu'il se trouve dans ces dernières.
Plus précises que les armes à ressort et piston, ces armes sont également plus silencieuses car aucune pièce ne se trouve en mouvement lors du tir proprement dit, ce qui contribue également à leur stabilité. En revanche, leur fragilité est plus importante en raison du mécanisme associant la soupape et les joints d'étanchéité.
Les armes à air comprimé peuvent être plus puissantes que celles à ressort. Leur seule limitation, qui est aussi celle des armes à piston et ressort, est la vitesse de détente de l'air.
Exemple de carabine à air pré-comprimé à cartouche (version compétition) :

## Armes àCO2
Ces armes n'utilisent ni piston ni ressort, ni levier d'armement, mais une cartouche de CO2 liquide pour la propulsion du projectile. En France, les premières sont développées par la firme Kratz-Boussac.
Ces cartouches de CO2 peuvent être jetables ou rechargeables. Les cartouches jetables autorisent en général une soixantaine de coups alors que les versions rechargeables dépassent les 150 coups. Le CO2 est stocké sous forme liquide dans ces cartouches et le tireur doit acheter de nouvelles cartouches (version jetable) ou recharger à l'aide d'une bouteille de CO2.
De telles armes sont de plus en plus utilisées en raison de leur facilité d'utilisation (bouteille de CO2).
Leur grande autonomie et leur facilité d'utilisation en font des armes plus prisées mais encore peu connues. Le principe est le suivant :  la capsule s'insère dans l'arme à un emplacement spécifique, le perçage de l'embout se fait tout seul en vissant la cartouche (aussi appelée sparclette). La pression contenue dans la bonbonne permet de ne pas s'occuper du rechargement intempestif et donc permet l'enchaînement des coups.

## Munitions
Les armes à air comprimé utilisent en général des « plombs », munitions de type diabolo, en plomb ou en plastique avec tête aluminium. Il existe également des fléchettes pour les petits calibres, mais celles-ci sont peu utilisées en raison de leur faible précision et du risque d'endommagement du canon.
Si le calibre des armes à air comprimé est variable, certaines valeurs sont nettement répandues. Citons par exemple les calibres .177 (4,5 mm), .20 (5,0 mm), .22 (5,5 mm), .25 (6,35 mm) et .50 (12,7 mm).

### Cadence de tir
Les armes à air comprimé utilisant piston et ressort n'autorisent pas les tirs répétés sans réarmement manuel par action sur le levier. le levier d armement  varie alors, selon l'habileté du tireur, de deux à trois tirs par minute jusqu'à 8-10 tirs par minute.
Les versions à air pré-comprimé avec bouteille ou à CO2 permettent un fonctionnement semi-automatique puisqu'aucune énergie extérieure n'est nécessaire à leur fonctionnement. Il est alors possible d'enchaîner les tirs, ce qui a donné naissance à la discipline de tir sportif de vitesse à 10 mètres, au pistolet et à la carabine. Les cadences de tir atteignent alors un tir par seconde, mais le nombre de tirs reste limité selon la capacité de la cartouche et du chargeur.

### Puissance
L’énergie développée par une arme à air comprimé varie selon le type de mécanisme (piston-ressort, gaz inerte, CO₂, air précomprimé) et le calibre utilisé. Cette énergie est généralement comprise entre quelques joules pour les modèles d’initiation, jusqu’à plus de 300 joules pour certaines armes de très gros calibre destinées à un usage spécialisé, comme la chasse au gros gibier dans certains pays (par exemple aux États-Unis).
La vitesse initiale du projectile, ou vélocité, dépend principalement de l’énergie transmise, du poids du projectile, de la pression du gaz, ainsi que de la conception du canon. Elle peut varier de 120 à plus de 400 m/s, notamment avec des armes à air précomprimé (PCP). Certains modèles très haut de gamme, dans des conditions optimales, peuvent atteindre 450 à 500 m/s, bien que cela reste exceptionnel.
L’énergie cinétique à la sortie du canon s’exprime par la formule :
{\displaystyle E={\frac {1}{2}}M_{\text{projectile}}\times V_{\text{projectile}}^{2}}
où E est l’énergie (en joules), M la masse du projectile (en kilogrammes) et V sa vitesse initiale (en mètres par seconde).
Cette formule ne prend pas en compte la rotation du projectile induite par les rayures du canon, qui joue un rôle important pour la stabilité en vol mais reste négligeable dans le calcul de l’énergie.
Étant donné que la vitesse est difficile à augmenter au-delà d’un certain seuil (notamment pour éviter les instabilités liées au franchissement du mur du son), l’augmentation de la puissance passe souvent par une augmentation de la masse et du calibre du projectile. Ainsi, certaines armes à air comprimé peuvent tirer des projectiles de calibre .50 (12,7 mm), notamment aux États-Unis.

### Portée
La portée utile d’une arme à air comprimé dépend de sa puissance, du calibre et du type de projectile. À titre indicatif, pour une arme de calibre 4,5 mm :
Portée efficace : 8 à 30 mètres (au-delà, la vitesse diminue sensiblement) ;
Portée utile : jusqu’à 100 mètres (au-delà, la précision et le pouvoir de pénétration deviennent insuffisants) ;
Portée maximale (balle perdue) : 100 à 200 mètres.
Certaines armes à haute énergie et à gros calibre peuvent dépasser ces distances, mais la précision diminue rapidement.
Le pouvoir de perforation des armes à air comprimé demeure limité, notamment contre des matériaux durs. Même avec des munitions à tête renforcée, la faible énergie relative par rapport aux armes à feu restreint leur efficacité. Toutefois, ces armes restent dangereuses : une munition de 4,5 mm tirée à 340 m/s peut perforer sans difficulté une planche de sapin de 1 cm d’épaisseur à 25 mètres.

### Précision
Les armes à air comprimé bénéficient d’une excellente précision à courte distance, en particulier les modèles de compétition. Grâce à une mécanique fine, un faible recul et des instruments de visée très précis, il est possible d’obtenir des groupements extrêmement serrés, voire confondus en un seul impact. Les disciplines de tir à 10 mètres (pistolet ou carabine à air comprimé) en sont une illustration, avec des cibles de très petite taille atteintes avec une régularité remarquable.

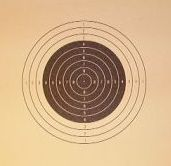
Exemple de cible de tir à dix mètres (version carabine - taille réelle).

## Législation

### France
En France, les armes à air comprimé sont classées selon leur puissance. Celles dont l’énergie à la bouche est inférieure ou égale à 20 joules sont en vente libre pour les personnes majeures et relèvent généralement de la catégorie D. En revanche, celles qui développent une énergie supérieure à 20 joules sont classées en catégorie C : leur acquisition nécessite la présentation d’un permis de chasse ou d’une licence de tir en cours de validité, et elles doivent être déclarées en préfecture.
Quelles que soient leurs catégories, ces armes ne sont pas autorisées à la vente aux mineurs. Les seuls lanceurs à air comprimé autorisés à la vente et à la détention par des mineurs en France sont des lanceurs dont la puissance des projectiles est inférieure à 0,07 joule.

### Belgique
En Belgique, les armes à air de plus de 60 cm de long, quels que soient leur type et l'énergie développée, sont en vente et détention totalement libres pour les personnes majeures.
Les armes inférieures à 60 cm sont en vente libre si leur puissance ne dépasse pas 7,5 joules.

### Suisse
En Suisse, les armes à air sont en vente libre. Cependant, elles sont considérées comme des armes si elle développent plus de 7,5 Joules ou ressemblent à des armes réelles. Dans tous cas elles ne nécessitent pas un permis d'acquisition délivré par la police cantonale du lieu de domicile de l'acheteur.